# España en el Campeonato Europeo de Atletismo de 2018
España participó en el Campeonato Europeo de Atletismo de 2018 en Berlín, Alemania, entre el 7 y el 12 de agosto de 2018.

## Medallistas
Los atletas españoles obtuvieron las siguientes medallas:
| Nombre | Prueba              | Fecha        |
| --- | ------------------- | ------------ |
| Oro |                     |              |
| Álvaro Martín | 20 km marcha        | 11 de agosto |
| María Pérez | 20 km marcha        | 11 de agosto |
| Plata |                     |              |
| Júlia Takács | 50 km marcha        | 7 de agosto  |
| Fernando Carro | 3000 m obstáculos   | 9 de agosto  |
| Diego García | 20 km marcha        | 11 de agosto |
| Camilo Santiago Iraitz Arrospide Javier Guerra Jesús España Pedro Nimo                                                 | Maratón por equipos | 11 de agosto |
| Bronce |                     |              |
| Ana Peleteiro | Triple salto        | 10 de agosto |
| Orlando Ortega | 110 m vallas        | 10 de agosto |
| Lucas Búa Samuel García Darwin Echeverry (series) Bruno Hortelano (final) Óscar Husillos (final) Mark Ujakpor (series) | 4 × 400 m           | 10 de agosto |
| Azucena Díaz Marta Galimany Trihas Gebre Elena Loyo Clara Simal                                                        | Maratón por equipos | 11 de agosto |

## Resultados

### Hombres
Carreras
| Atleta | Prueba                    | Clasificatorias | Clasificatorias | Semifinal      | Semifinal      | Final          | Final             |
| Atleta | Prueba                    | Marca           | Puesto          | Marca          | Puesto         | Marca          | Puesto            |
| --- | ------------------------- | --------------- | --------------- | -------------- | -------------- | -------------- | ----------------- |
| Aitor Ekobo | 100 m                     | 10.51           | 24.º            | No clasificado | No clasificado | No clasificado | No clasificado    |
| Patrick Chinedu Ike                                                                                                | 100 m                     | 10.54           | 29.º            | No clasificado | No clasificado | No clasificado | No clasificado    |
| Ángel David Rodríguez                                                                                              | 100 m                     | 10.55           | 30.º            | No clasificado | No clasificado | No clasificado | No clasificado    |
| Bruno Hortelano | 200 m                     | Exento          | Exento          | 20.29          | 2.º Q          | 20.05          | 4.º               |
| Sergio Juárez | 200 m                     | 21.33           | 28.º            | No clasificado | No clasificado | No clasificado | No clasificado    |
| Pol Retamal | 200 m                     | 20.92           | 16.º            | No clasificado | No clasificado | No clasificado | No clasificado    |
| Daniel Rodríguez                                                                                                   | 200 m                     | 20.81           | 14.º Q          | 20.77          | 16.º           | No clasificado | No clasificado    |
| Lucas Búa | 400 m                     | Exento          | Exento          | 45.48          | 13.º           | No clasificado | No clasificado    |
| Samuel García | 400 m                     | 45.63           | 6.º q           | 45.87          | 21.º           | No clasificado | No clasificado    |
| Óscar Husillos | 400 m                     | Exento          | Exento          | 45.17          | 9.º Q          | 45.61          | 6.º               |
| Daniel Andújar | 800 m                     | 1:46.99         | 10.º q          | 1:48.10        | 16.º           | No clasificado | No clasificado    |
| Álvaro de Arriba                                                                                                   | 800 m                     | 1:46.48         | 4.º Q           | 1:46.43        | 6.º q          | 1:46.41        | 7.º               |
| Saúl Ordóñez | 800 m                     | 1:47.95         | 16.º Q          | 1:46.82        | 10.º           | No clasificado | No clasificado    |
| Adrián Ben | 1500 m                    | 3:42.81         | 17.º            | —              | —              | No clasificado | No clasificado    |
| Antonio Abadía | 5000 m                    | —               | —               | —              | —              | 13:34.25       | 13.º              |
| Adel Mechaal | 5000 m                    | —               | —               | —              | —              | Retirado       | Retirado          |
| Adel Mechaal | 10 000 m                  | —               | —               | —              | —              | 28:13.78       | 4.º               |
| Juan Antonio Pérez                                                                                                 | 5000 m                    | —               | —               | —              | —              | 13:37.07       | 16.º              |
| Juan Antonio Pérez                                                                                                 | 10 000 m                  | —               | —               | —              | —              | 28:31.31       | 9.º               |
| Daniel Mateo | 10 000 m                  | —               | —               | —              | —              | 28:44.43       | 12.º              |
| Orlando Ortega | 110 m vallas              | Exento          | Exento          | 13.21          | 1.º Q          | 13.34          | Medalla de bronce |
| Sergio Fernández                                                                                                   | 400 m vallas              | Exento          | Exento          | 49.19          | 8.º q          | 48.98          | 7.º               |
| Aleix Porras | 400 m vallas              | 51.69           | 22.º            | No clasificado | No clasificado | No clasificado | No clasificado    |
| Daniel Arce | 3000 m obstáculos         | 8:29.25         | 9.º Q           | —              | —              | 8:38.12        | 6.º               |
| Fernando Carro | 3000 m obstáculos         | 8:29.63         | 10.º Q          | —              | —              | 8:34.16        | Medalla de plata  |
| Sebastián Martos                                                                                                   | 3000 m obstáculos         | 8:29.37         | 11.º q          | —              | —              | 8:46.76        | 14.º              |
| Patrick Chinedu Ike Pol Retamal Daniel Rodríguez Ángel David Rodríguez                                             | Relevo 4 × 100 m          | 39.12           | 9.º             | —              | —              | No clasificado | No clasificado    |
| Lucas Búa Samuel García Darwin Echeverry(series) Bruno Hortelano(final) Óscar Husillos(final) Mark Ujakpor(series) | Relevo 4 × 400 m          | 3:04.62         | 8.º Q           | —              | —              | 3:00.78        | Medalla de bronce |
| Camilo Santiago | Maratón                   | —               | —               | —              | —              | 2:17:24        | 16.º              |
| Iraitz Arrospide                                                                                                   | Maratón                   | —               | —               | —              | —              | 2:19:49        | 34.º              |
| Javier Guerra | Maratón                   | —               | —               | —              | —              | 2:12:22        | 4.º               |
| Jesús España | Maratón                   | —               | —               | —              | —              | 2:12:58        | 6.º               |
| Pedro Nimo | Maratón                   | —               | —               | —              | —              | 2:18:43        | 22.º              |
| Copa de Europa de Maratón                                                                                          | Copa de Europa de Maratón | —               | —               | —              | —              | 6:42:43        | Medalla de plata  |
| Luis Alberto Amezcua                                                                                               | 20 km marcha              | —               | —               | —              | —              | 1:23:33        | 17.º              |
| Álvaro Martín | 20 km marcha              | —               | —               | —              | —              | 1:20:42        | Medalla de oro    |
| Diego García Carrera                                                                                               | 20 km marcha              | —               | —               | —              | —              | 1:20:48        | Medalla de plata  |
| Miguel Ángel López                                                                                                 | 20 km marcha              | —               | —               | —              | —              | 1:21:27        | 6.º               |
| Chuso García Bragado                                                                                               | 50 km marcha              | —               | —               | —              | —              | Retirado       | Retirado          |
| José Ignacio Díaz                                                                                                  | 50 km marcha              | —               | —               | —              | —              | 3:55:28        | 9.º               |
| Marc Tur | 50 km marcha              | —               | —               | —              | —              | 4:09:18        | 22.º              |

Concursos

| Atleta               | Prueba            | Clasificatoria | Clasificatoria | Final          | Final          |
| Atleta               | Prueba            | Marca          | Puesto         | Marca          | Puesto         |
| -------------------- | ----------------- | -------------- | -------------- | -------------- | -------------- |
| Jean Marie Okutu     | Salto de longitud | 7.66           | 17.º           | No clasificado | No clasificado |
| Marcos Ruiz          | Triple salto      | 16.59          | 7.º q          | 16.44          | 10.º           |
| Pablo Torrijos       | Triple salto      | 16.79          | 2.º Q          | 16.74          | 5.º            |
| Didac Salas          | Salto con pértiga | 5.36           | 29.º           | No clasificado | No clasificado |
| Adrián Vallés        | Salto con pértiga | Sin marca      | Sin marca      | No clasificado | No clasificado |
| Carlos Tobalina      | Peso              | 19.41          | 18.º           | No clasificado | No clasificado |
| Lois Maikel Martínez | Disco             | 24.56          | 24.º           | No clasificado | No clasificado |
| Javier Cienfuegos    | Martillo          | 72.76          | 15.º           | No clasificado | No clasificado |
| Pedro José Martín    | Martillo          | 67.56          | 30.º           | No clasificado | No clasificado |
| Nicolás Quijera      | Jabalina          | 73.27          | 24.º           | No clasificado | No clasificado |

Pruebas combinadas – Decatlón
| Atleta      | Prueba | 100   | Longitud | Peso  | Altura | 400   | 110v  | Disco | Pértiga | Jabalina | 1500    | Final | Puesto |
| ----------- | ------ | ----- | -------- | ----- | ------ | ----- | ----- | ----- | ------- | -------- | ------- | ----- | ------ |
| Jorge Ureña | Marca  | 10.87 | 7.24     | 13.58 | 2.02   | 48.50 | 14.39 | 37.02 | --      | 61.39    | 4:29.26 | 7208  | 16.º   |
| Jorge Ureña | Puntos | 890   | 871      | 703   | 822    | 885   | 925   | 604   | 0       | 759      | 749     | 7208  | 16.º   |

### Mujeres
Carreras

| Atleta                                                       | Prueba                    | Eliminatorias | Eliminatorias | Semifinal      | Semifinal      | Final           | Final             |
| Atleta                                                       | Prueba                    | Marca         | Puesto        | Marca          | Puesto         | Marca           | Puesto            |
| ------------------------------------------------------------ | ------------------------- | ------------- | ------------- | -------------- | -------------- | --------------- | ----------------- |
| Cristina Lara                                                | 100 m                     | 11.65         | 18.ª          | No clasificada | No clasificada | No clasificada  | No clasificada    |
| María Isabel Pérez                                           | 100 m                     | 11.70         | 20.ª          | No clasificada | No clasificada | No clasificada  | No clasificada    |
| Jaël Bestué                                                  | 200 m                     | 23.92         | 19.ª          | No clasificada | No clasificada | No clasificada  | No clasificada    |
| Estela García                                                | 200 m                     | 23.64         | 14.ª          | No clasificada | No clasificada | No clasificada  | No clasificada    |
| Paula Sevilla                                                | 200 m                     | 23.91         | 18.ª          | No clasificada | No clasificada | No clasificada  | No clasificada    |
| Laura Bueno                                                  | 400 m                     | 52.14         | 8.ª Q         | 52.46          | 22.ª           | No clasificada  | No clasificada    |
| Esther Guerrero                                              | 1500 m                    | 4:10.14       | 12.ª q        | —              | —              | 4:09.88         | 11.ª              |
| Solange Pereira                                              | 1500 m                    | 4:10.63       | 16.ª          | —              | —              | No clasificada  | No clasificada    |
| Marta Pérez                                                  | 1500 m                    | 4:08.85       | 3.ª Q         | —              | —              | 4:07.65         | 9.ª               |
| Tania Carretero                                              | 10 000 m                  | —             | —             | —              | —              | Retirada        | Retirada          |
| Nuria Lugueros                                               | 10 000 m                  | —             | —             | —              | —              | 32:55.30        | 11.ª              |
| Maitane Melero                                               | 10 000 m                  | —             | —             | —              | —              | 32:52.59        | 9.ª               |
| Caridad Jerez                                                | 100 m vallas              | 13.19         | 8.ª Q         | 15.34          | 24.ª           | No clasificada  | No clasificada    |
| Sara Gallego                                                 | 400 m vallas              | 57.18         | 10.ª q        | 57.25          | 19.ª           | No clasificada  | No clasificada    |
| Irene Sánchez-Escribano                                      | 3000 m obstáculos         | 9:34.69       | 11.ª Q        | —              | —              | 9:31.84         | 8.ª               |
| María José Pérez                                             | 3000 m obstáculos         | 9:44.72       | 20.ª          | —              | —              | No clasificada  | No clasificada    |
| Estela García Cristina Lara María Isabel Pérez Paula Sevilla | Relevo 4 × 100 m          | 43.38         | 7.ª q         | —              | —              | 43.54           | 8.ª               |
| Aauri Bokesa Laura Bueno Herminia Parra Cármen Sánchez       | Relevo 4 × 400 m          | 3:33.18       | 11.ª          | —              | —              | No clasificadas | No clasificadas   |
| Azucena Díaz                                                 | Maratón                   | —             | —             | —              | —              | 2:34:00         | 13.ª              |
| Marta Galimany                                               | Maratón                   | —             | —             | —              | —              | 2:38:25         | 24.ª              |
| Trihas Gebre                                                 | Maratón                   | —             | —             | —              | —              | 2:32:13         | 9.ª               |
| Elena Loyo                                                   | Maratón                   | —             | —             | —              | —              | 2:37:54         | 23.ª              |
| Clara Simal                                                  | Maratón                   | —             | —             | —              | —              | Retirada        | Retirada          |
| Copa de Europa de Maratón                                    | Copa de Europa de Maratón | —             | —             | —              | —              | 7:44:06         | Medalla de bronce |
| Laura García-Caro                                            | 20 km marcha              | —             | —             | —              | —              | 1:28:15         | 6.ª               |
| María Pérez                                                  | 20 km marcha              | —             | —             | —              | —              | 1:26:36         | Medalla de oro    |
| Raquel González                                              | 20 km marcha              | —             | —             | —              | —              | 1:31:48         | 12.ª              |
| Ainhoa Pinedo                                                | 50 km marcha              | —             | —             | —              | —              | 4:27:03         | 5.ª               |
| Mar Juárez                                                   | 50 km marcha              | —             | —             | —              | —              | 4:28:58         | 6.ª               |
| Júlia Takács                                                 | 50 km marcha              | —             | —             | —              | —              | 4:15:22         | Medalla de plata  |

Concursos
| Atleta            | Prueba            | Clasificatoria | Clasificatoria | Final          | Final             |
| Atleta            | Prueba            | Marca          | Puesto         | Marca          | Puesto            |
| ----------------- | ----------------- | -------------- | -------------- | -------------- | ----------------- |
| Fátima Diame      | Salto de longitud | 6.24           | 22.ª           | No clasificada | No clasificada    |
| Juliet Itoya      | Salto de longitud | 6.65           | 7.ª q          | 6.38           | 10.ª              |
| Ana Peleteiro     | Triple salto      | 14.27          | 7.ª Q          | 14.44          | Medalla de bronce |
| Patricia Sarrapio | Triple salto      | 13.87          | 20.ª           | No clasificada | No clasificada    |
| María Vicente     | Triple salto      | 13.50          | 25.ª           | No clasificada | No clasificada    |
| Maialen Axpe      | Salto con pértiga | 4.35           | 19.ª           | No clasificada | No clasificada    |
| Mónica Clemente   | Salto con pértiga | 4.20           | 22.ª           | No clasificada | No clasificada    |
| Úrsula Ruiz       | Peso              | 17.06          | 13.ª           | No clasificada | No clasificada    |
| Sabina Asenjo     | Disco             | 55.57          | 15.ª           | No clasificada | No clasificada    |
| Arantza Moreno    | Jabalina          | 56.33          | 18.ª           | No clasificada | No clasificada    |
| Lidia Parada      | Jabalina          | 58.08          | 14.ª           | No clasificada | No clasificada    |

Pruebas combinadas – Heptatlón
| Atleta       | Prueba | 100v  | Altura | Peso  | 200   | Longitud | Jabalina | 800      | Final      | Puesto     |
| ------------ | ------ | ----- | ------ | ----- | ----- | -------- | -------- | -------- | ---------- | ---------- |
| Carmen Ramos | Marca  | 14.18 | 1.61   | 12.54 | 25.18 | Retirada | Retirada | Retirada | No terminó | No terminó |
| Carmen Ramos | Puntos | 953   | 747    | 697   | 870   | Retirada | Retirada | Retirada | No terminó | No terminó |